# Carles Oliveras Badia
Carles Oliveras Badia   (Barcelona, 19 de març de 1904 - Al final segle XX) fou un futbolista català de la dècada de 1920.

## Trajectòria
Va destacar a la Unió Esportiva de Sants durant la dècada de 1920, i al seu predecessor el FC Internacional, essent un dels jugadors més destacats del club. També jugà amb la selecció de futbol de Catalunya, amb la qual disputà la Copa Príncep d'Astúries l'any 1923. S'acomiadà del futbol professional el 14 de juliol de 1929 amb un partit que enfrontà l'equip de Sants amb la selecció nacional. El 16 de maig de 1932 se celebrà un encontre d'homenatge a Oliveras, que enfrontà la UE de Sants amb la selecció catalana.